# Ciudad Santa Catarina
Ciudad Santa Catarina ist eine Stadt im mexikanischen Bundesstaat Nuevo León, die Teil des Zona Metropolitana de Monterrey ist. Sie liegt im südwestlichen Teil des Großstadtgebiets und ist der Hauptort des Municipio Santa Catarina.

## Geografie
Santa Catarina liegt etwa 15 Kilometer südwestlich des Zentrums von Monterrey. Stadt und Gemeinde stehen an sechster Stelle nach Bevölkerungszahl innerhalb des Bundesstaates.

## Geschichte
Der Name dieser Stadt stammt von der katholischen Heiligen Katharina von Alexandrien. Die Stadt Santa Catarina wurde nicht auf traditionelle Weise "gegründet". Zu Beginn war sie nur ein Rastplatz für Reisende zwischen Monterrey und Saltillo, der sich nach und nach zu einer eigenen Siedlung entwickelte. Der erste registrierte Name war "Estancia de Santa Catarina".
Während der französischen Intervention in Mexiko in der zweiten Hälfte des 19. Jahrhunderts verbrachte der Präsident Benito Juárez einige Tage in Santa Catarina, als er nach Monterrey reiste. In dieser Zeit wurde Santa Catarina zu einem Dorf erhoben. Die Kategorie des Dorfes wurde bis 1979 beibehalten, als die Landesregierung ihr den Status einer Stadt verlieh.